# La Fille du savant fou

La Fille du savant fou est une série de bande dessinée, parue à partir de 2006.
- Scénario et dessins : Mathieu Sapin
- Couleurs : Clémence

## Albums
- Tome 1 : L'Invention interdite (2006)
- Tome 2 : La Machine à détraquer le temps (2007)
- Tome 3 : L’Équation inconnue (2008)

## Publication

### Éditeurs
- Delcourt (Collection Shampooing) : Tomes 1 à 3.

## Prix et distinctions
- 2010 : Prix Tam-Tam pour La Fille du savant fou, tome 3 : L’Équation inconnue